# ۱۸۵۹
این صفحه اطلاعاتی در مورد وقایع سال ۱۸۵۹ میلادی ارائه می‌دهد:

## زادگان
- ۱۱ ژانویه - جرج کرزن: ایرانشناس و سیاستمدار بریتانیایی.
- ۲ سپتامبر، ژرژ سورا، نقاش فرانسوی و بنیانگذار نودریافتگری

- ۱۹ فوریه – سوانت آرنیوس، ستاره‌شناس، شیمی‌دان، و فیزیک‌دان سوئدی (د. ۱۹۲۷)
- ۲۸ فوریه – فلوریان کایوری، ریاضی‌دان سوئیسی (د. ۱۹۳۰)
- ۴ مارس – الکساندر استپانویچ پاپوف، فیزیک‌دان و مخترع روسی (د. ۱۹۰۵)
- ۲۶ مارس – آلفرد ادوارد هاوسمن، شاعر بریتانیایی (د. ۱۹۳۶)
- ۱۵ مه – پیر کوری، فیزیک‌دان و شیمی‌دان فرانسوی (د. ۱۹۰۶)
- ۶ ژوئیه – ورنر فون هایدنشتام، نویسنده و شاعر سوئدی (د. ۱۹۴۰)
- ۴ اوت – کنوت هامسون، نویسنده نروژی (د. ۱۹۵۲)
- ۹ اکتبر – آلفرد دریفوس، سرباز فرانسوی (د. ۱۹۳۵)
- ۱۸ اکتبر – آنری برگسون، نویسنده و فیلسوف فرانسوی (د. ۱۹۴۱)
- ۲ دسامبر – ژرژ سورا، هنرمند و نقاش فرانسوی (د. ۱۸۹۱)
- ۱۵ دسامبر – لودویک زامنهوف، چشم‌پزشک لهستانی (د. ۱۸۵۹)

## درگذشتگان
- ۱۶ آوریل – الکسی دو توکویل، الکسی دو توکویل (ز. ۱۸۰۵)
- ۲۲ اکتبر – لویی اشپور، آهنگساز آلمانی (ز. ۱۷۸۴)
- ۲۸ نوامبر – واشنگتن اروینگ، سیاست‌مدار، وکیل، و دیپلمات آمریکایی (ز. ۱۷۸۳)